# Leopold Freiherr von Ledebur
Leopold Freiherr von Ledebur, nemški general, * 7. januar 1868, † 13. oktober 1951.